# ذروة شمسية

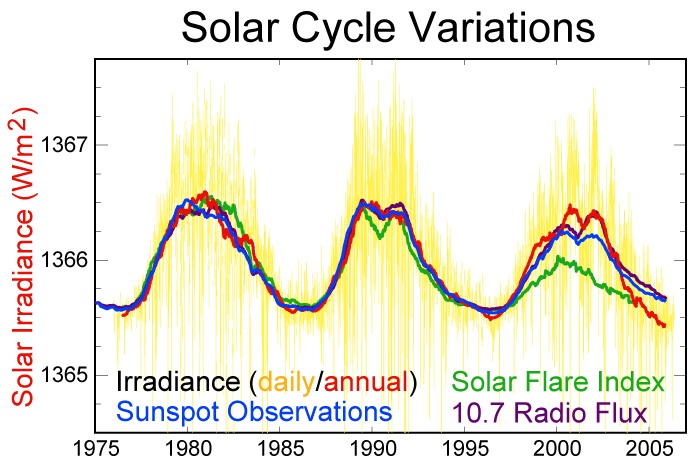
ثلاث دورات شمسية حديثة

الذروة الشمسية هي فترة النشاط الشمسي الأكبر خلال الدورة الشمسية المنتظمة التي تستغرق 11 عاما.خلال الذروة الشمسية تظهر أعداد كبيرة من البقع الشمسية، وينمو ناتج الإشعاعات الشمسية بنحو 0.07٪.
الشمس تمر بدورة شمسية طبيعية تقريبا كل 11 عاما. وتتميز الدورة بزيادة ونقص البقع الشمسية تكون البقع مرئية على شكل عيوب داكنة على سطح الشمس، أو الغلاف الضوئي. ويعرف أكبر عدد من البقع الشمسية في أي دورة شمسية معطاة بذروة الدورة الشمسية (Solar Maximum) في حين يعرف العدد الأقل بالحد الأدنى للدورة الشمسية (Solar Minimum).
التوهجات الشمسية الكبيرة تحدث كثيرا خلال الذروة الشمسية. فعلى سبيل المثال، ضربت عاصفة شمسية في عام 1859 الأرض بكثافة بحيث كانت الأضواء الشمالية مرئية بعيدا عن القطبين مثل كوبا وهاواي.

## التوقعات

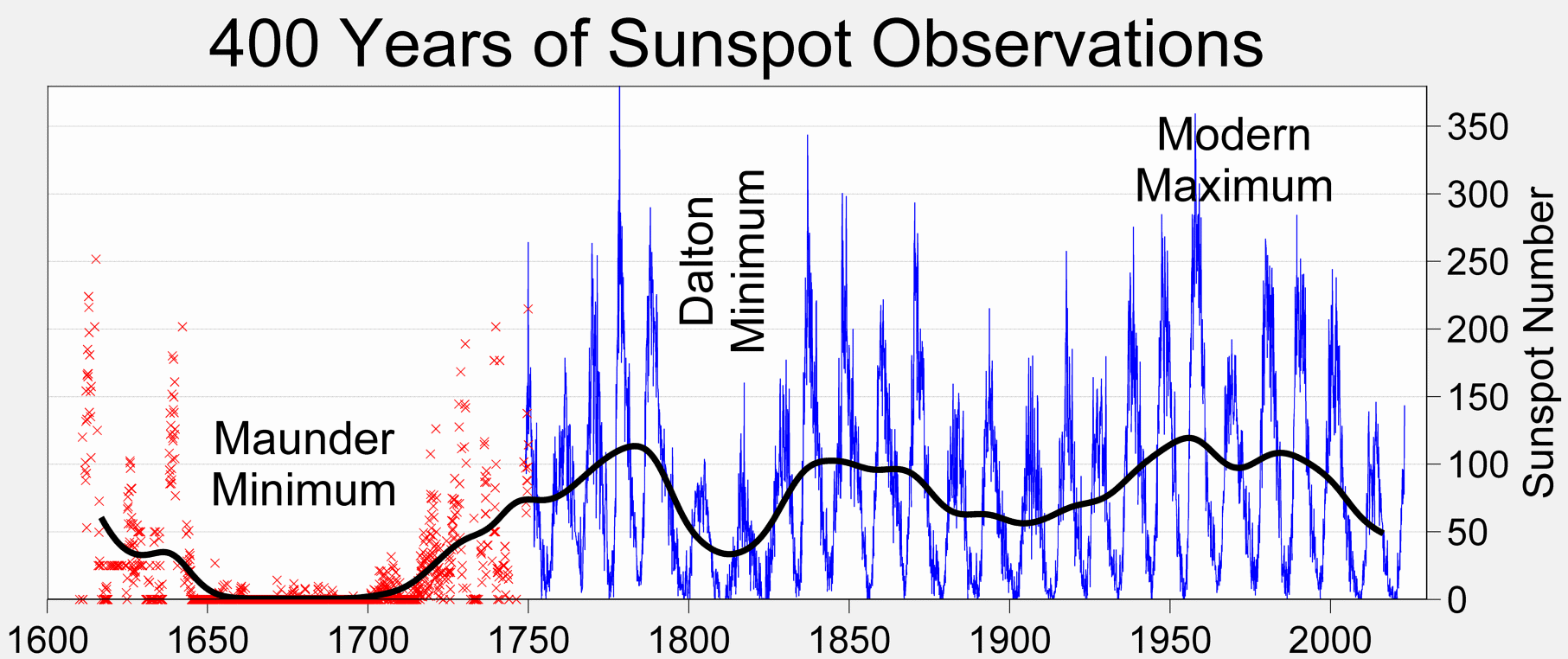
400 سنة من تاريخ البقع الشمسية (دورة وولف)

من الصعب جدا التنبؤ بتوقيت وقوة الذروة في المستقبل؛ وتتباين التوقعات على نطاق واسع. وكان هناك حد ذروة شمسية في عام 2000. وفي عام 2006، توقعت وكالة ناسا في البداية ذروة شمسية في عام 2010 أو 2011، ورأت أنه يمكن أن تكون الأقوى منذ عام 1958.
ومع ذلك، لم يتم الأعلان عن حدوث ذروة شمسية حتى عام 2014، وحتى ذلك الحين كانت الأحداث المسجلة في المرتبة الأضعف.
| الحدث                                              | البداية | النهاية      |
| -------------------------------------------------- | ------- | ------------ |
| دورة هومريك الدنيا                                 | 950BC   | 800BC        |
| دورة أورت (أنظر الحقبة القروسطية الدافئة)          | 1040    | 1080         |
| دورة القرون الوسطى (أنظر الحقبة القروسطية الدافئة) | 1100    | 1250         |
| دورة وولف                                          | 1280    | 1350         |
| دورة سبور                                          | 1450    | 1550         |
| دورة مواندر الدنيا                                 | 1645    | 1715         |
| دورة دالتون الدنيا                                 | 1790    | 1820         |
| ذروة الدورة الحديثة                                | 1900    | الوقت الحاضر |

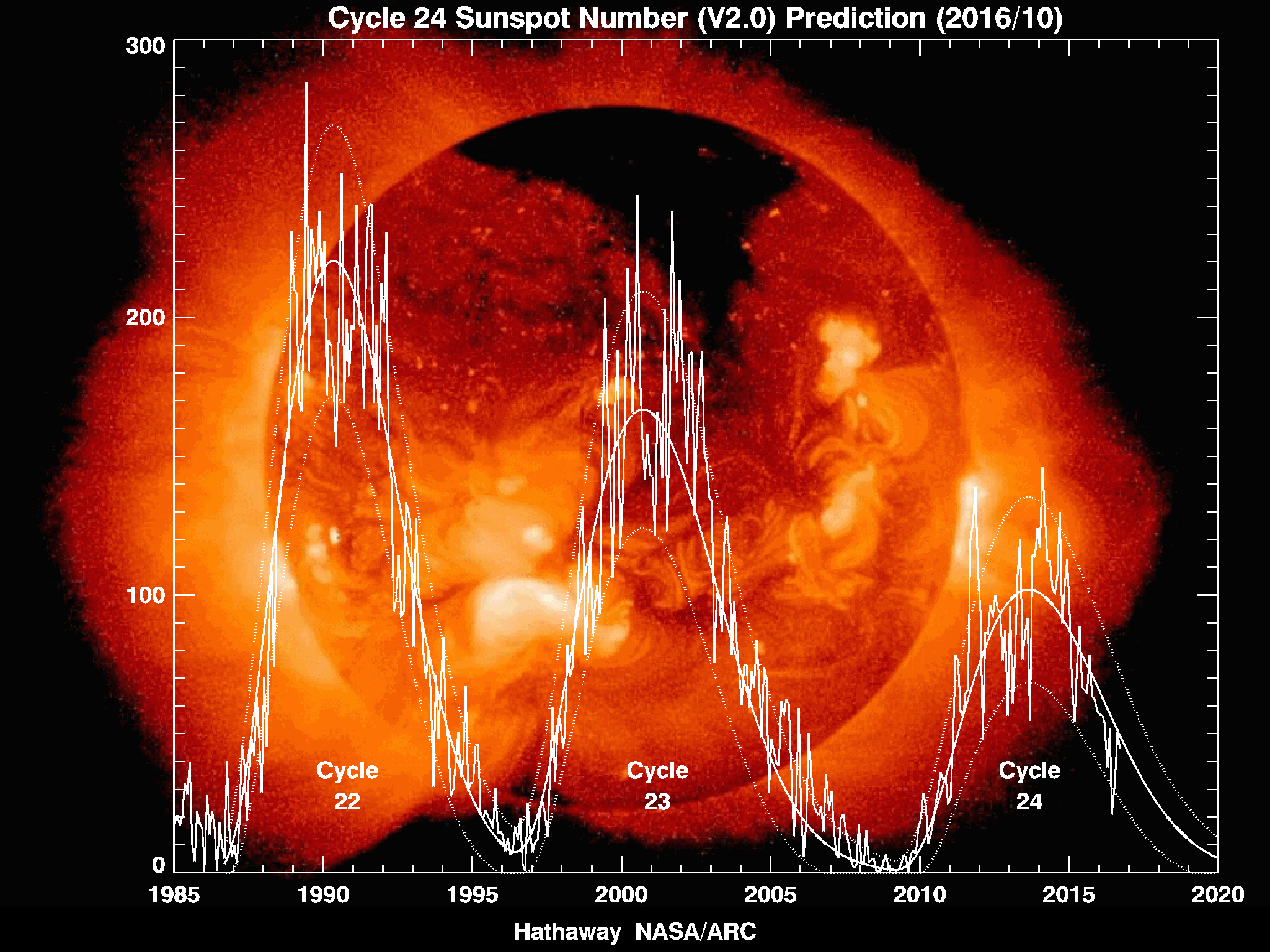
الدورات الشمسية الحارة (22/23/24) وبداية انتهاء الدورة 24. [http://solarscience.msfc.nasa.gov/predict.shtml NASA

وقد تم الآن طرح فكرة الذروة الحديثة موضع تساؤل مع إصدار بحث في جمعية الاتحاد الفلكي الدولي العام في أغسطس 2015 .